# نبرد رمیلا
نبرد رمیلا، که همچنین به عنوان جنگ پل یا جنگ خرابه نیز شناخته می‌شود، حملهٔ جنجالی آمریکا در تاریخ ۲ مارچ ۱۹۹۱، دو روز پس از اعلام آتش‌بس توسط جورج بوش (رئیس‌جمهور آمریکا)، در نزدیکی میدان نفتی Rumaila در فرات انجام شد. نیروهای ارتش آمریکا- عمدتاً لشکر ۲۴ پیاده‌نظام- تحت رهبری سرلشکر بری مک‌کافری به نیروهای در حال عقب‌نشینی عراقی حمله کردند و ستون بزرگی از نیروهای زرهی گارد جمهوریخواه عراق را در جریان جنگ اول خلیج فارس منهدم و وادار به عقب‌نشینی کردند.

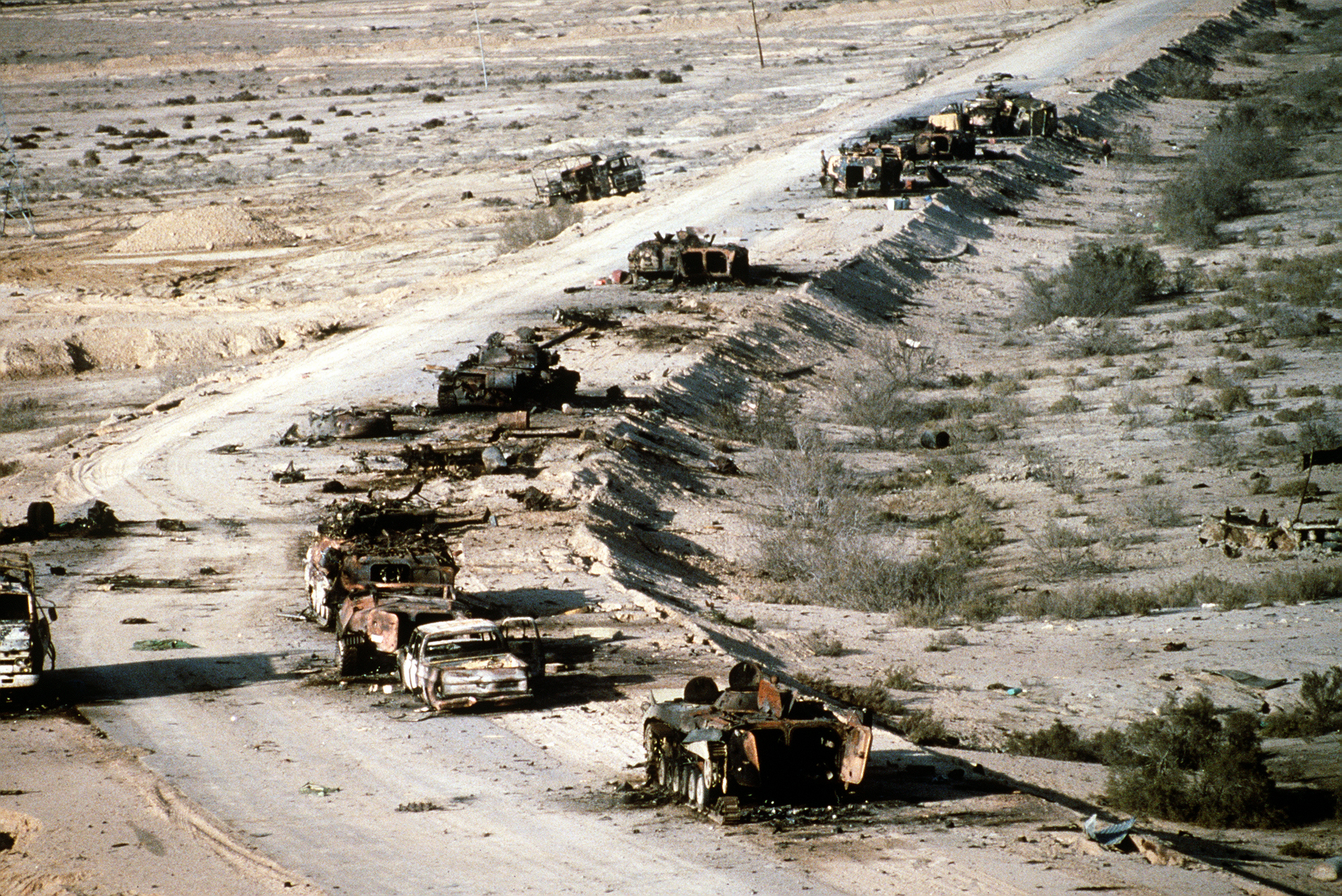
نمای هوایی یک ستون تخریب شده عراقی متشکل از یک تانک T-72، چند دستگاه زرهی BMP-1 و Type 63 و کامیون‌هایی در بزرگراه ۸ که در نبرد رمیلا، مارچ ۱۹۹۱، منهدم شده‌اند.

گارد ریاست جمهوری عراق با نیروهای آمریکا در هور حمار از حوضهٔ رودخانه دجله و فرات در عراق درگیر جنگ شدند، درحالیکه آنان در حال عبور از هور حمار و پل و فرار به سمت شمال بغداد و بزرگراه ۸ بودند. کاروانهای عراقی به طول بیش از پنج مایل و چند صد وسیله نقلیه در منطقه کشتار قرار گرفتند و سپس طی ۵ ساعت به‌طور سیستماتیک توسط لشکر ۲۴ پیاده‌نظام آمریکا از جمله نیروهای زرهی آن توسط AH-64 Apache هلیکوپترهای جنگی، و ۹ گردان توپخانه ویران شدند. نه گردان توپخانه آمریکایی طی این درگیری خاص هزاران تیر و موشک شلیک کردند. در این حمله حداقل شش گردان لشکر زرهی حمورابی ارتش عراق نابود شدند.

## جنجال و جدال سنگین
حمله همه‌جانبه به ستون عراق، با حملات نیروهای آمریکایی به نیروهای عراقی‌ای که در مسیر عقب‌نشینی آواره بودند اتفاق افتاد، دو روز پس از آنکه به‌طور رسمی آتش‌بس یکجانبه از طرف آمریکا اعلام شده بود و درست فردای آن روز قرار بود دولت عراق و نیروهای ائتلاف مذاکرات صلح رسمی را آغاز کنند. این شرایط بحثی را برانگیخت که آیا مک‌کافری در تصمیم خود برای انهدام ستون دلیل کافی داشته‌است یا خیر و اصلاً به همین دلیل در وهلهٔ اول لشکر۲۴ در حین آتش‌بس به مسیر خروج عراقی‌ها منتقل شده‌است. سرلشکر ایالات متحده رونالد اچ. گریفیت به روزنامه‌نگار تحقیق، سیمور هرش گفت: «آنجا فقط تعدادی تانک در راه برگشت بود که با تریلر حمل می‌شدند و بری مک‌کافری آن را به جنگی تمام عیار کرد. او آن را به نبرد تبدیل کرد که هرگز قرار نبود اتفاق بیافتد.» در نهایت مک‌کافری با تحقیق و بررسی ارتش اخراج شد، اما تحقیقات کنگره ایالات متحده هیچ مقصری در این حادثه پیدا نکرد.

## خلاصه
با پایان عملیات رزمی، لشکر ۲۴ پیاده‌نظام آمریکا، ۲۶۰ مایل (۶۷۴ کیلومتر) پیشروی کرد و ۳۶۰ تانک و سایر زره‌های نظامی، ۳۰۰ قطعه توپخانه، ۱۲۰۰ کامیون، ۲۵ فروند هواپیما، ۱۹ موشک و بیش از ۵۰۰ قطعه تجهیزات مهندسی را نابود کردند. در این حمله بیش از ۷۰۰ عراقی کشته و ۵٬۰۰۰ نفر را نیز به عنوان اسیر جنگی گرفتند در حالیکه از لشکر آمریکایی تنها ۸ کشته، ۳۶ نظامی زخمی و ۵غیرنظامی مجروح برجا ماند. به Task Force Tusker بخش ۲۴ پیاده‌نظام آمریکا به دلیل تلاش‌هایش جایزه واحد شایسته اعطا شد.

## استناد به واحدهای Task Force Tusker
- دفتر مرکزی و شرکت ستاد، گردان ۴، هنگ ۶۴ آرماتور (HHC , AR 4-64)
- پلاتین ۳، باتری A، گردان اول، هنگ ۵ توپخانه دفاع هوایی
- شرکت الف، گردان دوم، هنگ هفتم پیاده‌نظام (تیم B)
- شرکت الف، گردان چهارم، هنگ ۶۴ فروند زره پوش (تیم الف)
- شرکت الف، گردان مهندس ۵
- شرکت C، گردان سوم، هنگ هفتم پیاده‌نظام (تیم D)
- شرکت C، گردان چهارم، هنگ ۶۴ فروند زره پوش (تیم C)
- تیم‌های پشتیبانی آتش، گردان اول، هنگ ۴۱ توپخانه میدانی
- حزب کنترل هوایی تاکتیکی، انفجار ۳، بال کنترل هوایی تاکتیکی ۵۰۷، نیروی هوایی ایالات متحده[۱۵]

## گردان ۱، واحدهای هنگ ۲۴ هواپیمایی
- شرکت خدمات ستادی، گردان اول، هنگ ۲۴ هواپیمایی
- شرکت الف، گردان اول، هنگ ۲۴ هواپیمایی
- شرکت ب، هنگ ۲۴ هوانوردی هنگ ۲۴
- شرکت ج، گردان اول، هنگ ۲۴ هواپیمایی
- شرکت D، گردان اول، هنگ ۲۴ هوانوردی[۱۵]